# سرزمین هیچ‌کس
سرزمین هیچ‌کس (به انگلیسی: No Man's Land) فیلمی به کارگردانی دانیس تانویچ محصول ۲۰۰۱ است. برانکو جوریچ بازیگر نقش اصلی این فیلم است.
این فیلم برندهٔ برترین نمایش تصویری ویژهٔ جشنواره ی کن ۲۰۰۱، بهترین فیلم خارجی گلدن گلوب ۲۰۰۲ و برنده بهترین فیلم خارجی اسکار ۲۰۰۲ بوده‌است.
فیلم به رخدادهای دیوانه وار برآمده از خودشیفتگی بیمارگونهٔ قومی - نژادی منجر به فروپاشی یوگسلاوی سابق می‌پردازد و نشان می‌دهد چه گونه آدمیانی که تا دیروز همکار و همسایه بودند و پدران و مادران شان در برابر ارتش و سپاه اس اس آلمان نازی همرزم بوده‌اند، رو به کشتار یکدیگر می‌آورند. این فیلم بیش از فروپاشی یک کشور و سرزمین، به از دست رفتن اخلاق و انسانیت در گرداب خودشیفتگی بیمارگونهٔ آدمیان - خودمداری و دیکتاتوری درونی - می‌پردازد.